# یواس‌اس سنکا (اس‌پی-۱۲۴۰)
یواس‌اس سنکا (اس‌پی-۱۲۴۰) (به انگلیسی: USS Seneca (SP-1240)) یک کشتی بود که طول آن ۲۸۳ فوت ۷ اینچ (۸۶٫۴۴ متر) بود. این کشتی در سال ۱۸۸۴ ساخته شد.